# 金盘电子
北京金盘电子有限公司，簡稱金盤電子，是一家總部位於中華人民共和國北京市海淀区的電子出版公司，曾開設電子遊戲部門。

## 历史
金盤電子前身是「清华大学软件光盘中心」，註冊成立於1992年2月9日，是一家以出版CD—ROM出版物為主的中外合資公司。公司的總經理為陆达，曾任職外交部世界知识出版社的陈宇擔任主編，1992年代理中國大陸第一個以正規途徑引入的教育遊戲《卡门·圣地亚哥在哪儿？》。1993年夏天，陈宇到军事科学院小賣部打醬油期間，發現杨南征張貼的兵棋廣告，陈宇認為杨南征的想法很具有創意，於是招募其進入金盤電子，陆达與杨南征溝通後，決定開設遊戲部門。
1993年末杨南征開始《神鹰突击队》的製作，遊戲程序請了清華大學三個大學生負責，用了11個月時間，耗費11.8萬人民幣完成開發。遊戲於1994年10月發售，是中國大陸第一款原創商業遊戲，也是第一部海外出口的中國大陸原創遊戲，由LG集团代理在韓國發行。遊戲於兩年內發行二萬個拷貝，賺取了230萬人民幣，遊戲的成功讓金盤電子決定接下來同時開發四個遊戲。由於公司沒有留用原本負責程序的清華學生，導致公司缺乏程序員，杨南征只能自學DirectX開發遊戲。四個開發项目，只有《波黑战争》一款有較好銷量。1996年在一個曾任職智冠科技的程序員加入後，當年推出了兵棋遊戲《成吉思汗》，1997年為慶祝香港回歸，製作了有角色扮演元素的《鴉片戰爭》。1998年杨南征策劃了以長征為題材的项目《长征》，遊戲已經進行了宣傳並完成了樣盤，同年公司被清華同方集團收購，還關閉了遊戲部門，遊戲發行中止。

## 開發游戏
| 遊戲名稱        | 發售日期             | 備註  |
| --------------- | -------------------- | ----- |
| 《神鹰突击队》  | 1994年10月           | [ 7 ] |
| 《波黑战争》    | 1995年               | [ 3 ] |
| 《冲锋号》      | 1995年               | [ 8 ] |
| 《病毒大战》    | 1995年               | [ 8 ] |
| 《巧克力 abc》  | 1995年               | [ 8 ] |
| 《巧克力 word》 | 1995年               | [ 8 ] |
| 《历史大登陆》  | 1996年               | [ 8 ] |
| 《城市大攻坚》  | 1996年               | [ 8 ] |
| 《未来大核战》  | 1996年               | [ 8 ] |
| 《铁骑喋血》    | 1996年               | [ 8 ] |
| 《成吉思汗》    | 1996年               | [ 3 ] |
| 《鸦片战争》    | 1997年               | [ 3 ] |
| 《八一战鹰》    | 1997年               | [ 2 ] |
| 《长征》        | 已經完成，但沒有發售 | [ 3 ] |

## 代理發行遊戲
| 遊戲名稱                  | 發售日期 | 開發             | 備註  |
| ------------------------- | -------- | ---------------- | ----- |
| 《卡门·圣地亚哥在哪儿？》 | 1992年   | Brøderbund       | [ 7 ] |
| 《死亡地带》              | 1997年   | Cryo Interactive | [ 4 ] |
| 《古墓丽影》              | 1997年   | Core Design      | [ 9 ] |